# Portage de Chicago

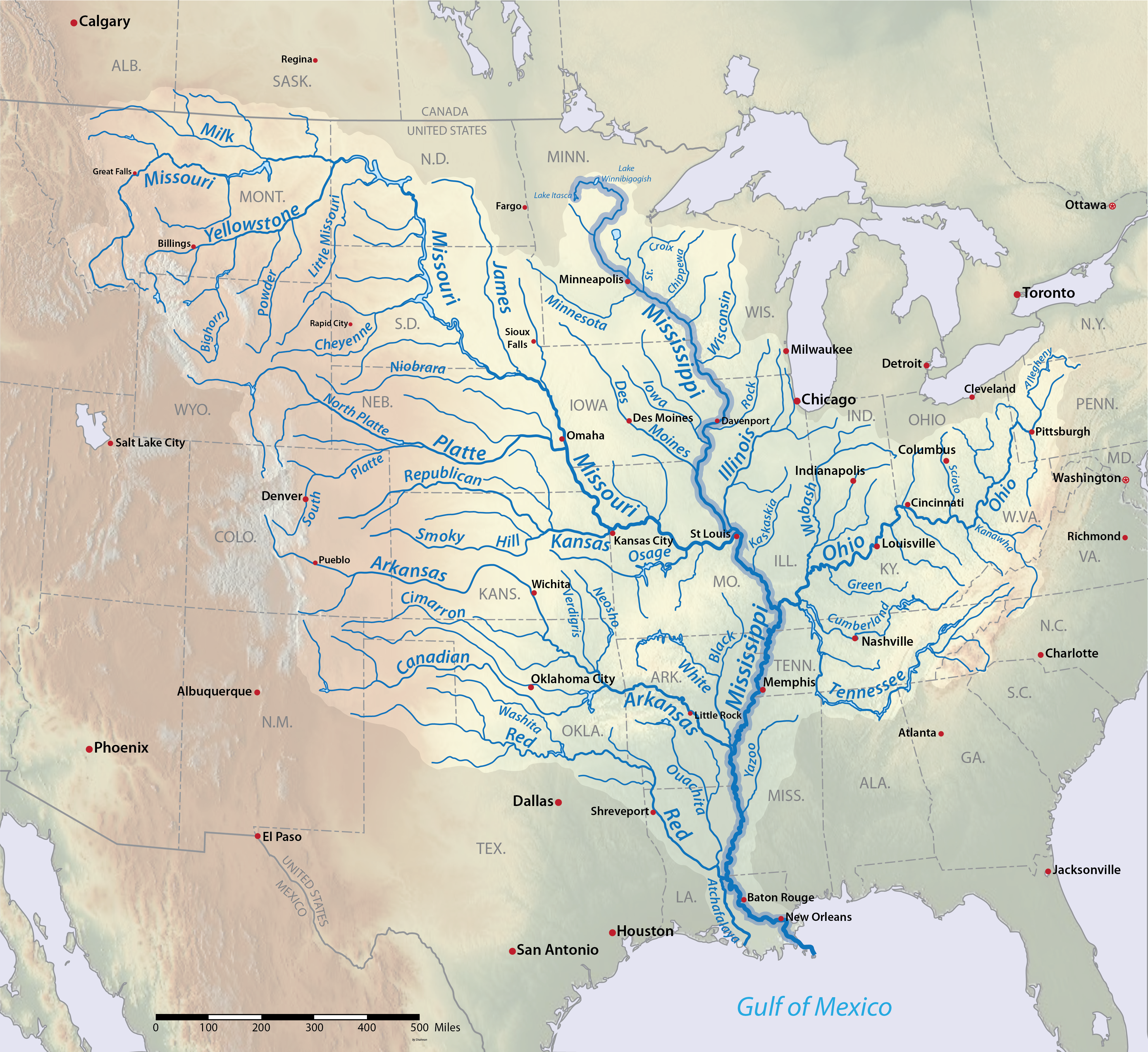
Le bassin versant du fleuve Mississippi avec la ville de Chicago signalée.

Le portage de Chicago (en anglais : Chicago Portage) est une cluse et, jadis, un portage reliant les bassins versants et les voies navigables du fleuve Mississippi et des Grands Lacs.
Elle traverse les moraines de Valparaiso (en) et de Tinley (en) et traverse la ligne de partage des eaux du fleuve Saint-Laurent qui sépare les bassins hydrographiques des Grands Lacs et du golfe du Saint-Laurent du bassin du golfe du Mexique.
Le point culminant du fossé se situe dans la ville de Chicago et le portage de Chicago est une raison pour laquelle cette ville existe et s'est développée pour devenir la ville importante qu'elle est.
Le drapeau de Chicago comprend quatre étoiles rouges symbolisant l'histoire de la ville, séparant deux bandes bleues symbolisant les eaux qui se rejoignent dans la ville.
Le site historique national du portage de Chicago (en) est un site historique national conservant ce lieu.